# 来馬層群
来馬層群（くるまそうぐん）は、長野県、新潟県、富山県にまたがる中生代ジュラ紀前期の地層。この層群のある長野県小谷村で恐竜の足跡化石や歯化石が発見されており、また主に水深の浅い入江や河口に堆積した地層であることから各所でアンモナイト化石が見られる

## 概要
来馬層群はジュラ紀前期に主に浅い海の底に堆積した砂岩層で、主に内湖に堆積した手取層群と隣接している。海に溜まった地層からはアンモナイト化石が多く産出し、入江に溜まった地層では熱帯性のシダ植物化石が産出している。層群の由来は恐竜の足跡化石も発見されている長野県小谷村北小谷の来馬地区であるが、層群の分布の中心地は富山・新潟県境の犬ヶ岳で、来馬地区の層群は地質的に孤立している
登山道の栂海新道途中に菊石山があるが、これは登山道開削時に来馬層群内のアンモナイト化石(菊石)が発見されたことに由来する。

## 化石
長野県小谷村の北小谷にある土沢流域では6つの恐竜足跡化石が発見されており、小谷村郷土館で化石の実物が見られる。
富山県朝日町の境川水系寺谷ではアンモナイト化石を大量に含む露頭が見られ、「寺谷のアンモナイト包蔵地」として県指定天然記念物に指定されている。化石掘り目的であれば、天然記念物指定外である境川河口に落ちている黒い砂岩を片っ端から割っていけば、アンモナイトこそ見つけにくいが二枚貝や植物化石なら簡単に見つけることができる。